# Lexique d'Emmanuel Kant
Emmanuel Kant, né le 22 avril 1724 à Königsberg, capitale de la Prusse-Orientale, et mort dans cette même ville le 12 février 1804, est un philosophe prussien, fondateur du criticisme et de la doctrine dite « idéalisme transcendantal ». Grand penseur de l'Aufklärung (Lumières allemandes), Kant a exercé une influence considérable sur l'idéalisme allemand, la philosophie analytique, la phénoménologie, la philosophie moderne, et la pensée critique en général.

## Vocabulaire et concepts courants

### Aperception
Empiriquement, l'aperception est la conscience de soi-même, comme représentation simple du moi toujours changeante. Kant distingue une perception de soi-même comme d'un sujet pensant en général. Ce « je pense » qui traduit une conscience de soi purement formelle et toujours identique à elle-même devient le fondement transcendantal de toutes nos connaissances et la condition de possibilité de l'unité de l'ensemble de ces connaissances.
L'aperception tient une place considérable dans la pensée de Kant. Elle est le fondement transcendantal de toutes nos connaissances et la condition de possibilité de l'unité de l'ensemble de ces connaissances. Georges Pascal résume en trois étapes essentielles la démonstration :
1. « Concevoir un objet, c'est ramener à l'unité et à l'identité la multiplicité et la diversité des apparences ;
2. or toute synthèse de représentations suppose l'unité de la conscience dans cette synthèse, puisque toutes ces représentations sont miennes.
3. l'unité synthétique de la conscience est donc la condition objective de la connaissance ; c'est elle qui lie une diversité intuitive pour en faire un tout , un objet ».

### A priori
La distinction entre a priori et a posteriori a été introduite par Kant qui la lie à la distinction entre jugement analytique et jugement synthétique. La question de savoir s'il y a des connaissances a priori devient centrale dans toute théorie de la connaissance.
« Une connaissance est dite a priori, si elle est indépendante de l'expérience, a posteriori, si elle en dépend ». Selon Kant, il existe un critère infaillible pour distinguer la connaissance a priori : est a priori toute proposition « universelle » et « nécessaire », comme de l'idée, que l'expérience ne nous apprend pas, qu'une chose est ceci ou cela, mais qu'elle ne puisse pas être autre simultanément. Dans la conception de Kant « une connaissance a priori n'est pas une connaissance antérieure à l'expérience mais la connaissance immanente à l'expérience car il y a des conditions fixes sans lesquelles l'objet ne saurait être un objet pour nous ». Est a priori toute proposition universelle et nécessaire (nécessaire c'est-à-dire qu'une proposition contraire est impossible).
La notion d'a priori prend une place centrale dans la Critique d'après Maurice Clavel « elle est un élément constitutif de l'expérience, en quelque sorte immanente à elle de sorte qu'il y aurait de l'a priori mais rien ne serait a priori, il n'y aurait pas de connaissance anticipative »

### Catégorie
« Les catégories kantiennes correspondent à la liste des prédicats pouvant être affirmés essentiellement des diverses entités nommables. Ils permettent de penser, l'identité, la réalité et les modalités d'existence de celles-ci ». Kant précise: « La catégorie n'a d'autre usage dans la connaissance des choses que de s'appliquer à des objets d'expérience » cité par Georges Pascal. « quant-à donner en outre une raison de cette propriété qu'a notre esprit de n'arriver à l'unité de l'aperception a priori qu'au moyen des catégories et tout juste de cette espèce et de ce nombre de catégories, c'est ce qui est tout à fait impossible d'expliquer » cité par Georges Pascal.

### Chose en soi
De l'allemand : Ding an sich.
« Si nos concepts ne peuvent trouver d'objet que dans l'intuition sensible et si l'intuition ne nous donne pas l'image d'une chose mais seulement une manière d'être de notre sensibilité il s'ensuit que nous ne connaissons pas les choses telles qu'elles sont en elles-mêmes mais seulement des phénomènes ». Pour Kant, il reste qu'il a bien fallu une chose pour provoquer l'affection « phénoménale », chose que nous ne pouvons pas connaître. « Ainsi Kant ne doute nullement de l'existence des choses hors de nous ; il prétend seulement que ces choses ne sont connues qu'à travers les formes que leur impose notre faculté de connaître »
La « Chose en soi » (Ding an sich) est un concept kantien signifiant comment la chose  pourrait être pensée indépendamment de toute expérience possible. Le monde de la chose en soi est autre par rapport à celui du phénomène ; il est au-delà de toute connaissance sensible. « La chose en soi n'est pas un autre objet, mais une autre relation au même objet ».
Bien que proche du noumène, la « chose en soi » n'est pas à confondre avec celui-ci.

### Concept
Le concept est une unité valable pour plusieurs. Pour la philosophie, Hadrien France-Lanord nous donne cette définition générale : « C'est la manière dont la langue métaphysique, par la généralisation qu'elle opère, se saisit des choses et exerce sur elles une emprise ». Le concept est, selon Kant, ce qui unifie le divers de la sensation. Kant définit les concepts suprêmes de la connaissance comme des catégories de l'entendement, dans la Critique de la raison pure.

### Critique
Chez Kant « le nom de critique désigne cette entreprise qui se propose, non pas l'extension des connaissances rationnelles, mais leur justification , selon un jugement qui décide de leurs conditions de validité ».
« C'est dans la Critique de la raison pure que l'on saisit le mieux l'esprit de la notion et la méthode qu'elle inspire » écrit Georges Pascal. Face à l'échec des métaphysiques, Kant entreprend de réhabiliter la raison en prenant le problème par la racine et en s'interrogeant sur les possibilités mêmes de la raison. Il ne s'agit pas de faire le procès de la raison, mais d'un examen critique de la raison c'est-à-dire de discerner, de distinguer ce que la raison peut faire et ce qu'elle est incapable de faire. Kant cherche à connaître le pouvoir de la raison en général indépendamment de toute expérience. La Critique cherchera dans la raison elle-même les règles et les limites de son activité.

### Davos
C'est en 1929, que le Grand Hôtel de Davos accueillit une célèbre confrontation publique (sujet: la « métaphysique de Kant ) entre deux des grands noms de la philosophie allemande: Ernst Cassirer et Martin Heidegger. Le débat s'est noué autour de l'interprétation du kantisme ainsi que de la place de l'angoisse et de la finitude. Tous deux relisent Kant, Cassirer invoque les pouvoirs du langage, Heidegger ceux de l’imagination. Ce qui, pour Heidegger, est une situation indépassable, peut être pour Cassirer transcendé dans la succession infinie des formes intellectuelles et dans la percée éthique vers l'intelligible et les valeurs universelles. Servanne Jollivet nous parle d'une rencontre mythique, mettant en présence deux des plus grandes figures philosophiques de l’époque, rencontre qui au-delà des commentaires fut au demeurant bien plus cordiale et amicale que certains témoignages ont pu le laisser penser.
Cassirer était l’un des chefs de file de l’école de Marbourg, un courant philosophique qualifié de « néo-kantien ». Le kantisme affirme que la raison est inapte à comprendre le monde tel qu’il est. D’où cette conséquence révolutionnaire : la vérité ultime sur le monde sera à jamais inaccessible à la pensée. Dans sa Critique de la raison pure, Kant affirme en effet que la connaissance sur le monde est bornée par des « catégories a priori de l’entendement ». En d’autres termes, nos connaissances sont modelées par des cadres mentaux qui préexistent à toute expérience. Ainsi, la perception du temps (linéaire), de l’espace (à trois dimensions), ou de la causalité (chaque chose à une cause qui la précède) ne reflètent peut-être pas la nature profonde du monde, mais expriment plutôt la structure de notre esprit. Tel serait le sens de la « révolution copernicienne » inaugurée par Kant.
Heidegger veut fonder une « analytique existentielle du Dasein » et procède entre autres à une relecture radicale de Kant — en s'appuyant en particulier sur la première édition de la Critique de la Raison Pure où il voit une affirmation de la finitude de l'homme. Heidegger prend pour cible l'interprétation néo-kantienne de Kant en l'accusant d'oublier la question ontologique. Cassirer fait appel à la tradition kantienne pour demander comment le sujet construit ses représentations, et comment ces représentations peuvent être déclarées valides. Il définit la possibilité de vérités objectives, nécessaires et éternelles, par lesquelles le sujet rationnel échappe à la finitude. Ces vérités sont accessibles à travers l'expérience morale ou la recherche mathématique.

### Entendement
De l'allemand : Verstand.
Pour Kant l’entendement a une certaine forme. Cela signifie que l’entendement n’accueille pas les idées des choses extérieures sans les modifier, comme ce serait le cas si c’était une sorte de « table rase » neutre. En fait, pour devenir objet de connaissance, et se constituer en tant qu’idée, il faut qu’elles se modifient de manière à s’adapter à la forme de l’entendement. Il s’agit d’un ensemble de concepts a priori, ou catégories. Ce sont des concepts fondamentaux, sur lesquels repose notre entendement en son fonctionnement même.
Kant distingue deux sources à notre connaissance l'« intuition sensible » et ce que nous y adjoignons avec l'« entendement ». Comme la connaissance ne peut résulter que de l'union de ces deux racines il reste à comprendre le processus de la synthèse. On verra que c'est l'« imagination » qui va permettre, dans l'épistémologie kantienne , de légitimer l'application des catégories de l'entendement aux objets de l'expérience.
« Chez Kant, l'entendement est situé entre la sensibilité et la raison [...] L'entendement est l'instance où les intuitions viennent s'ordonner selon les règles des catégories, la raison prolonge la série par des idées régulatrices ». L'entendement est constitutif en ce sens que ses concepts donnent sa forme à l'expérience.

### Espace
« L'espace ne représente ni une propriété des choses en soi, ni ces choses dans leurs rapports entre elles [...] L'espace n'est rien autre chose que la forme de tous les phénomènes des sens extérieurs, c'est-à-dire la condition subjective de la « sensibilité » sous laquelle seule nous est possible une intuition extérieure [...] Ce prédicat ( espace ou être étendu) n'est joint aux choses qu'en tant qu'elles nous apparaissent ».
Kant note que tout enveloppement d'objet, toute intuition sensible présuppose chez l'observateur une perspective préalable sur les rapports spatiaux en tant que tels. C'est cette prise de vue préalable sur l'espace dévoilé  de manière inobjective qui rend possible l'intuition empirique. Il y aurait donc avant toute intuition sensible un « intuitionné » spécifique correspondant à l'espace.
Kant affirme simultanément la réalité empirique de l'espace (c'est-à-dire sa valeur objective) [...] et en même temps son « idéalité transcendantale », ce qui veut dire que cet espace n'est rien « en dehors de toute expérience possible. Maurice Clavel  dans sa Critique de Kant écrit: L'espace n'est pas un concept; Il n'a pas de concept; l'espace n'est pas pensable. Il est un mode selon lequel les choses nous sont données et ce mode est « tout son être ».
 

### Finitude
Pour Kant, l'homme raisonnable n'est libre que dans la mesure où il sait limiter sa connaissance aux seuls phénomènes et s'interdit tout discours totalisant conservant ainsi sa valeur légitime à l'infini .
La finitude « a été définie par Kant, non pas eu égard à la “temporalité”, mais eu égard à la loi morale comme un “fait” ».
L’expérience fondamentale du monde qui est à la base de la philosophie de Kant  n’est pas tout à fait profane : elle reste encore religieuse écrit Gerhard Krüger.
Ainsi note-il  faisant le rapprochement entre la conception heideggerienne et kantienne de la finitude : « en comprenant temporellement la finitude humaine, c’est-à-dire en insistant sur l’historicité de l’homme et en niant implicitement qu’existe à l’extérieur de l’histoire humaine ou des projets du Dasein un monde en soi, Heidegger demeure prisonnier de l’expérience profane — c’est-à-dire anti-religieuse — du monde qui est au premier chef celle des sciences modernes de la nature ». Pour Kant, la finitude  a été définie  non pas eu égard à la “temporalité”, mais eu égard à la « loi morale » comme un “fait” ».

### Imagination
Kant distingue l'imagination productrice de l'imagination reproductrice. La première est un pouvoir de synthèse transcendantal, elle rend la connaissance possible ; elle relève de l'unité synthétique originaire de l'« aperception »; elle met en œuvre le « schématisme ».

### Inconditionné
Inconditionné est synonyme d'absolu pris au sens particulier de ce qui clôt la série des conditions. En tant que tel il n'est pas connaissable
bien que nécessaire pour qu'une connaissance soit possible .
Kant écrit : « Ce qui nous pousse à sortir des limites de l'expérience c'est l'inconditionné que la raison exige [...] L'inconditionné, l'absolu devient une exigence idéale, finale, inaccessible de notre subjectivité humaine » cité par Maurice Clavel .

### Intuition
Le Dictionnaire des concepts présente l'intuition comme un « mode de la connaissance immédiate par lequel le sujet se met en rapport avec un objet sans médiation du raisonnement ». Kant écrivait dans la Critique de la raison pure « de quelque manière et par quelque moyen qu'une connaissance puisse se rapporter à des objets, le mode par lequel elle se rapporte immédiatement à eux et que toute pensée prend comme moyen pour les atteindre est l'intuition ». Toute pensée se tient au service de l'intuition et ne sert qu'à l'« explicitation » et à la « détermination » de ce qui est devenu accessible dans l'intuitionner. Il suit de cette affirmation que même la connaissance synthétique a priori est primairement intuition.
Si l'intuition est donc bien pour un sujet le moyen d'acquérir une connaissance, tout le débat philosophique se porte sur l'extension du champ de cette connaissance possible. Kant distingue ce qu'il appelle les intuitions pures (indépendantes de toute expérience), ou formes a priori de la « sensibilité » qui sont l'« espace » et le « temps ».
En réservant l'intuition aux données sensibles Kant mettait de côté la « chose en soi », l'intuition  devient dans la phénoménologie, la façon dont les choses apparaissent dans leur essence propre, elles ne sont pas autre chose que la totalité de leurs manifestations.

### Jugement
« Un jugement n'est rien d'autre que la manière d'amener des connaissances données jusqu'à l'unité objective de l'aperception » écrit Kant

### Jugement synthétique a priori
Georges Pascal écrit : « La grande découverte de Kant, celle qui donne toute sa portée à sa « révolution copernicienne», c'est que outre les jugements analytiques et les jugements synthétique, il existe une troisième sorte de jugements, les jugements synthétiques  a priori ». 
« Dans tous les jugements où est pensé le rapport d'un sujet à un prédicat [...], ce rapport est possible de deux manières. Ou le prédicat B appartient au sujet A comme quelque chose qui est contenu dans ce concept A, ou B est entièrement en dehors du concept A, quoiqu'il soit, à la vérité, en connexion avec lui. Dans ce premier cas, je nomme le jugement « analytique », dans l'autre synthétique [...]. Par exemple, lorsque je dis que tous les corps sont étendus, j'énonce un jugement analytique, car je n'ai pas besoin de sortir du concept que je lie au mot corps, pour trouver l'étendue unie à lui [...]. Au contraire, lorsque je dis que tous les corps sont pesants, le prédicat est tout à fait différent de ce que je pense dans le simple concept de corps en général. L'adjonction de ce prédicat donne par conséquent un jugement synthétique. » écrit Kant.

### Logique transcendantale
« La Logique générale ou Logique formelle, telle qu'Aristote l'a constituée fait abstraction de tout contenu de la connaissance pour ne s'intéresser qu'à la forme logique des propositions et aux rapports qui en découlent [...] La logique transcendantale sera une logique des formes de l'entendement en tant qu'elles sont constitutives de l'expérience.[...] Il ne suffit pas qu'une proposition soit conforme aux règles de la logique formelle pour qu'elle soit vrai »

### Métaphysique
Dans son livre, Heidegger attribue à Kant l'opinion suivante quant à la métaphysique :  la métaphysique est, la science qui contient les premiers fondements de ce que saisit le savoir humain. « Elle est science des principes de l'étant et non pas des principes de la connaissance » (liberté, égalité, vérité). La métaphysique s’appuie en outre sur des opérateurs qui lui sont propres, tels les notions de substance et d’accident, de puissance et d’acte.
Kant se demande pourquoi la métaphysique ne présente pas le même degré de certitude que la Logique, les Mathématiques ou la Physique, lorsqu'elle cherche à étendre notre connaissance à des domaines situés au-delà de l'expérience , c'est-à-dire que les notions métaphysiques sont des notions a priori. Toute construction métaphysique cohérente pouvait prétendre à la vérité puisque aucun objet de l'expérience ne pouvait confirmer ou infirmer cette construction. Le principe logique de « non-contradiction », par exemple, ne suffit pas à prouver la vérité d'une proposition.
« L'illusion métaphysique consiste à poser un terme inconditionnel comme condition suprême, une substance pensante comme sujet du moi qui établit les rapports [...] un Dieu qui contient les données nécessaires de toute réalité possible ».
Traditionnellement on distingue la « métaphysica generalis », ou ontologie, qui rend possible le rapport à l'étant en soi et la « metaphysica specialis », qui étudie la possibilité des connaissances ontiques. La première conditionne la seconde.

### Nécessité et Universalité
« Kant considère comme indissociablement solidaires, la « nécessité » et l'« universalité », en ce qu'elles renvoient inséparablement l'une à l'autre ». Les propositions mathématiques sont universelles et nécessaires de même que la proposition :  « tout ce qui arrive a une cause ».

### Noumène
« Ce, qui dans une chose, ne peut être perçu par l'intuition sensible par opposition au phénomène ».

### Preuve cosmologique
La preuve « cosmologique » prétend déduire de la contingence du monde (dont on ne peut concevoir sans contradiction qu'il n'existe pas) l'existence d'un être nécessaire.; mais elle ne peut prouver que cet être nécessaire a les attributs de Dieu.

### Preuve ontologique
« Chez Descartes ou Spinoza l'argument ontologique consistait à souligner que l'essence de Dieu se définit par sa perfection et que la perfection est la somme des propriétés possibles, d'où il suivait que la perfection implique la propriété d'exister ».
La « preuve ontologique » part de l'essence de Dieu pour en démontrer son existence. Être « le plus réel » (ens realissum), il serait impossible de nier l'existence car ce serait lui nier un attribut. Or qu'un être soit conçu comme simplement possible, sa notion reste  la même. De son côté, Leibniz conforte l'argument ontologique. Conformément à toute sa philosophie Leibniz affirme que si l'essence de Dieu est possible, alors elle passera à l'existence. Le problème véritable est donc de montrer que cette idée est possible et que le concept de Dieu est un concept non contradictoire, or l'idée de Dieu ne contient aucune contradiction ou limitation, parce qu'elle ne contient aucune négation.

### Pur
« On appelle pure toute connaissance à laquelle n'est mêlé rien d'étranger. Une connaissance est dite absolument pure, quand on n'y trouve, en général, aucune expérience ou sensation, quand elle est par suite complètement a priori ». Heidegger résume :« Kant appelle « raison pure » notre faculté de connaître selon des principes a priori ».

### Réalité
Un prédicat est dit réel lorsqu'il appartient à la teneur chosique de la res ou de l'objet. Il importe de souligner le traitement kantien spécifique de la réalité comme catégorie de la qualité (donc objectivement ou réellement synthétique), en la distinguant de la Wirklichkeit (catégorie kantienne de la modalité que nous préférons rendre par « effectivité », alors que, le plus souvent, le même terme de réalité est employé dans les traductions françaises disponibles pour restituer de manière indifférenciée Realität et Wirklichkeit.

### Révolution copernicienne
« Ce que l'on appelle révolution copernicienne de Kant en métaphysique est son entreprise de penser que l'objet se règle sur le pouvoir d'intuition de l'entendement, et non l'inverse ».
Constater que « la raison n'aperçoit que ce qu'elle produit elle-même d'après ses propres plans » consiste à passer d'une méthode empirique à une investigation rationnelle, mais aussi, d'une hypothèse réaliste, qui n'admet qu'une réalité sur laquelle doit se modeler notre connaissance, à une hypothèse idéaliste qui suppose une intervention active de l'esprit. Le succès est la conséquence d'un changement de méthode. La détermination de l'objet est recherché d'après les exigences de la raison au lieu de poser l'objet comme une réalité donnée devant laquelle la raison ne pourrait que s'incliner.
Kant fut amené ainsi à procurer à la pensée un point d'appui tout à fait nouveau pour sa réflexion. Là est le fond de cette « révolution copernicienne » que Kant se flatte d'avoir introduite en philosophie.
La réfutation des preuves métaphysiques sur l'existence de Dieu, ontologique et cosmologique, qui en découlent constituent selon Maurice Clavel, philosophe chrétien, un moment essentiel de cette « Révolution copernicienne » en philosophie que l'on doit à Emmanuel Kant.
À noter que pour Heidegger le sens authentique de la « révolution copernicienne » consiste dans « La préséance accordée à la connaissance ontologique sur la connaissance ontique ».

### Schème
Les schèmes sont des représentations mentales qui jouent le rôle d’intermédiaire entre les catégories de l’entendement et les phénomènes sensibles. Pour juger il faut faire en sorte qu'à chaque intuition corresponde un concept
Pour qu'il y ait un certain rapport entre l'hétérogénéité des intuitions empiriques et les catégories intellectuelles « il est besoin d'un troisième terme qui soit homogène, d'un côté à la catégorie, et de l'autre au phénomène, et qui rende possible l'application de la première au second ». Kant appelle « schème » ce mécanisme qui est comme un produit de l'« imagination », ni une pure image, ni un pur concept. « C'est l'imagination qui met en œuvre le schématisme ».
Lorsque l'on est face à une unité valable pour plusieurs, on est devant un concept. Si l'on s'intéresse au processus de création de cette unité alors on est devant un schème. Kant reconnaît dans la Critique... la difficulté à saisir ce phénomène « Le schématisme de notre entendement est un art caché dans les profondeurs de l'âme humaine et dont il sera toujours difficile d'arracher le véritable mécanisme »

### Synthèse
Kant donne alternativement deux sens à la notion de synthèse qu'il importe de bien distinguer, le sens classique d'acte consistant à ajouter l'une à l'autre diverses représentations pour en  déduire ce qu'il y a de commun, et un sens nouveau, dont l'unité ne consiste justement pas dans cette liaison d'un donné dispersé mais dans l'existence d'une unité préalable spontanée et que Kant va mettre en évidence dans les intuitions de l'espace et du temps. En effet, la synthèse est l'acte par lequel l'entendement opère une liaison dans une diversité donnée, sauf que le concept de liaison implique le concept d'unité ; car on ne peut concevoir une liaison que si cette diversité est conçue comme une unité. Pour Kant cette unité, que suppose toute liaison est celle du « Je pense », de l'unité transcendantale de la « conscience de soi » qui accompagne tous nos actes de représentation. Kant va appeler « aperception » pure ou originaire la représentation de ce « Je pense » 
Heidegger dans son commentaire propose d'appeler cette synthèse a priori, pour la différencier de la première, une « syndosis » « L'espace et le temps sont en tant qu'intuitions pures, syndotiques, ce qui veut dire qu'ils donnent le divers à partir de l'unité comme totalité. Cette unité « syndotique » ne se confond pas avec l'unité qui appartient à la synthèse de l'entendement par concepts, aux catégories. Bien plutôt cette unité synthétique des concepts, des catégories présuppose l'unité syndotique originairement intuitive » commente Heidegger-.

### Talité
De l'allemand : Wasgehalt.
Avec la « Talité » il s'agit de l'étant « tel qu'il est a priori connu dans la connaissance ontologique préalablement à toute expérience ontique. Kant appellera « synthétique » une connaissance qui apporte la talité de l'étant, c'est-à-dire qui dévoile l'étant lui-même »

### Temps
Le temps est chez Kant, une représentation nécessaire a priori puisqu'il est la condition de possibilité des phénomènes. Il apparaît (à l'instar de l'espace), comme une forme a priori de la sensibilité, nécessaire à la constitution de l'expérience humaine. Seulement le temps n'est pas le simple pendant de l'espace dans la mesure où l'espace est la forme des phénomènes extérieurs alors que le temps est celle de tout phénomène, interne comme extérieur. Ce qui signifie que s'il peut y avoir des phénomènes internes purement temporels, tout phénomène spatial est toujours déjà aussi spatio-temporel. Cette forme est dite a priori parce qu’elle précède nécessairement les données sensibles de l'expérience, elle seule rendant cette expérience, possible. Heidegger écrit : « On peut bien éliminer du temps les phénomènes, mais il n'est pas possible par rapport aux phénomènes en général, d'éliminer le temps lui-même. Le temps est donné a priori car toute réalité effective des phénomènes n'est possible que dans le temps seul ». Le temps est un universel présent dans toute expérience, que celle-ci concerne des objets extérieurs ou qu’elle soit intérieure, comme l’est l’imagination par exemple. Le temps n'est pas conceptuel, car un concept est construit à partir d'éléments plus simples que lui, or, un morceau de temps n'est pas plus simple que le temps entier. Le temps n'est pas un concept parce qu'il n'est pas la simple représentation d'un caractère commun à une multitude, mais qu'il contient en soi une multitude de représentations, en ce sens il s'agit d'un universel d'un genre particulier. Kant parle à ce propos de « grandeur infinie ».
À la question, quelle est l'intuition qui est à la base du connaître ontologique, la réponse de Kant est : le temps.
En tant que « grandeurs infinies » le temps avec l'espace forment un tout unique. Ils sont ensemble comme une forme sensible donné dans une intuition immédiate et inséparable des phénomènes. L'espace et le temps ne sont pas seulement des manières d'intuitionner indépendant de l'expérience et se produisant dans l'esprit mais ces intuitions débouchent sur un « intuitionné », « l'espace-temps » . Il s'agit d'un intuitionner pur qui ne résulte pas de la sensation mais qui seul la rend possible.

### Transcendantal
Par « transcendantal » Kant désigne « ce par quoi une connaissance a priori est possible ». Par conséquent l'« idéalisme transcendantal » sera  la doctrine pour laquelle tout objet de connaissance est déterminé a priori par la nature de notre « faculté de connaître ». Transcendantal s'oppose à empirique. Ainsi est transcendantale toute connaissance qui, en général, s'occupe moins des objets que de nos concepts a priori des objets
Il ne faut pas confondre les termes de transcendantal et de transcendant. Un principe transcendantal ne peut avoir qu'un usage immanent, expérimental. Un principe transcendant au contraire s'élever au-dessus du champ de l'expérience. Toutefois un principe peut être tout à la fois « transcendantal » et « transcendant », il en est ainsi de Dieu dans l'ordre transcendantal boucle « la série des conditions du monde sensible » et le Dieu de la théologie, qui lui est, transcendant.

### Vérité
Kant pose une équation fondamentale : « Les conditions qui rendent l'expérience possible sont en même temps, celles qui rendent possibles les objets de l'expérience [...] d'où la nécessité d'une double soumission, soumission de l'apparition des choses aux conditions formelles d'une réceptivité sensible qui les rend possibles au titre de phénomènes; soumission de ces phénomènes aux règles que l'entendement impose. Ces lois n'existent pas plus dans les phénomènes que ces phénomènes existent en soi, ils sont tous deux identiquement soumis, comme à un principe suprême, à un acte de la spontanéité intellectuelle, désignée comme aperception pure (à savoir, la conscience de soi dans le « je pense ») ».